# Cantone di Lilla-Est
Il cantone di Lilla-Est era una divisione amministrativa dell'Arrondissement di Lilla.
È stato soppresso a seguito della riforma complessiva dei cantoni del 2014, che è entrata in vigore con le elezioni dipartimentali del 2015.
Comprendeva solo parte della città di Lilla (Lille Fives) e il comune associato di Hellemmes.